# Vissarion Chebaline
Pour les articles homonymes, voir Vissarion (homonymie).
Vissarion Iakovlevitch  Chebaline (en russe : Виссарион Яковлевич Шебалин), né le 11 juin 1902 à Omsk (Russie) et mort le 29 mai 1963 à Moscou, est un compositeur soviétique russe.

## Biographie
Les parents de Chebaline étaient enseignants. Chebaline, lui, étudie au Collège de Musique d'Omsk. A vingt ans, ses professeurs lui recommandent de se rendre à Moscou afin de présenter ses premières compositions à Glière et Miaskovski, ce qu'il fait. Les deux compositeurs ont une haute opinion de son travail, si bien que Chebaline devient élève du Conservatoire Tchaïkovski de Moscou et obtient son diplôme en 1928. 
Durant les années 1920, Chebaline est membre de l'Association pour la musique contemporaine et participe au Groupe de Lamm, cercle officieux de musiciens moscovites se réunissant chez Pavel Lamm, professeur au conservatoire de Moscou. Chebaline était également ami proche de Dmitri Chostakovitch.
Une fois ses études au conservatoire de Moscou achevées, il y travaille en tant que professeur. En 1935, il devient également responsable de la classe de composition de l'Institut musical de Gnessine. Il participe enfin à la création de l'Union des compositeurs de Moscou, et la préside de 1941 à 1942.
De 1942 à 1948, Chebaline dirige le conservatoire de Moscou, tout en assumant la direction artistique de l'École centrale de musique de Moscou. Parmi ses étudiants, on compte Antonio Spadavecchia, Edison Denisov, Geza Fried, Tikhon Khrennikov, Karen Khatchatourian, Alexandra Pakhmoutova, Veljo Tormis, Sofia Goubaïdoulina  et d'autres.
En 1948, comme d'autres artistes, Chebaline est victime de la purge organisée par Jdanov, et sombre ensuite dans l'oubli.
En 1953, il est victime d'une attaque cérébrale, suivie d'une récidive en 1959. De profonds troubles du langage en résultent. Malgré cela, peu avant sa mort, il parvient à terminer sa 5e symphonie. Il la dédie à Miaskovski, son professeur à ses débuts, tandis qu'elle sera qualifiée par Chostakovitch « d'œuvre brillante et créative, emplie des plus hautes émotions, optimiste et pleine de vie ».
Chebaline meurt le 29 mai 1963. Il est enterré au cimetière de Novodevitchi près de ses professeurs et collègues.

## L'œuvre de Chebaline
Chebaline est considéré comme l'un des compositeurs les plus érudits de sa génération. Son style sérieux et intellectuel, son approche très académique de la composition, le rendent proche de Miaskovski. Ses principales œuvres sont :

### Musique d'orchestre
- Symphonie no 1 en fa mineur op.6 (1925)
- Symphonie no 2 en ut dièse mineur op.11 (1929)
- Symphonie no 3 en ut majeur op.17 (1934/35)
- Symphonie no 4 en si bémol majeur op.24 "Die Helden von Perekop" (1935, rev. 1961)
- Symphonie no 5 en ut majeur op.56 (1962)
- Lenin, Symphonie Dramatique op.16 d'après Majakowski pour Récitant, Soli, Chœur et Orchestre (1931, rev. 1959)
- Sinfonietta sur des chansons populaires russes en la majeur op.43 (1949-51)
- Suite no 1 op.18 (1934/35)
- Suite no 2 op.22 (1935, rev. 1961)
- Suite no 3 op.61 (1963)
- Ouvertures

### Concertos
- Concerto pour Violon en sol majeur op.21 (1936-40, rev. 1959)
- Concertino pour Violon et orchestre à cordes op.14/1 (1931/32, rev. 1958)
- Concertino pour Cor et orchestre à cordes op.14/2 (1929/30, rev. 1958)

### Musique pour la scène et musique vocale
- Le Soleil au-dessus de la steppe, opéra op.27 (1939-59)
- La Mégère apprivoisée, opéra en quatre actes d’après Shakespeare op.46 (1946-56)
- Ballet L’Alouette op.37 (1943)
- Blauer Mai, freies Land, cantate op.13 (1930)
- Moscou, cantate op.38 (1946)
- Lieder
- Plusieurs chœurs a cappella

### Musique  de chambre et pour le clavier
- 9 Quatuors à cordes (1923-63), dont le Quatuor nº 5 « Slave » (1942)
- Trio à cordes op.4 (1924, rev. 1934)
- Trio avec piano en la majeur op.39 (1946/47)
- Sonate pour violon op.51/1 (1957/58)
- Sonate pour alto op.51/2 (1954)
- Sonate pour violoncelle op.51/3 (1960)
- Sonate pour violon et alto en mi mineurl op.35 (1940-44)
- Œuvres pour guitare
- Klaviersonate es-Moll op.10 (1926/27, rev. 1963)
- 2 sonates pour piano

- Plusieurs musiques de films

Les œuvres de Vissarion Chebaline sont éditées par les Éditions Le Chant du Monde.